# Osvaldo Peredo
Osvaldo Peredo (Boedo, Buenos Aires, 1930-24 de enero de 2022) fue un cantante argentino. Se dedicó al tango y fue seguidor de Carlos Gardel. Sus presentaciones en bares de Almagro contribuyeron al renacimiento del tango en Argentina.

## Biografía
Nació en 1930 en Boedo, un barrio tradicional de la ciudad de Buenos Aires. Comenzando cuando tenía diecisiete años, jugó al fútbol en el Club Atlético San Lorenzo de Almagro.  
Empezó en una fábrica de joyas y luego trabajó para el Servicio Meteorológico Nacional. Era lo suficientemente bueno en el fútbol como para ser seleccionado para jugar en el Barranquilla Fútbol Club en Colombia. Allí se enamoró de la música de Carlos Gardel y comenzó su carrera musical. Cantó en Colombia y Venezuela antes de regresar a Argentina. Fue en El Boliche de Roberto donde Peredo floreció por completo.
Falleció el 24 de enero de 2022 a los 91 años de edad.

## Premios
- Destacada Personalidad de la Cultura de la Ciudad de Buenos Aires (2014)